# Dirección General de Vivienda y Suelo
La Dirección General de Vivienda y Suelo (DGVS) es el órgano directivo del Ministerio de Vivienda y Agenda Urbana, adscrito a la Secretaría General de Agenda Urbana, Vivienda y Arquitectura, que asume la planificación, impulso, gestión y coordinación de las competencias que, en materias con incidencia en la vivienda, el suelo, la información y evaluación corresponden a la Secretaría General, y su orientación al cumplimiento de los objetivos de política de vivienda del Departamento.
Asimismo, se encarga de representar a la Secretaría de Estado de Vivienda y Agenda Urbana en la Comisión de coordinación financiera de actuaciones inmobiliarias y patrimoniales.

## Historia
La creación de la Dirección General de la Vivienda se produce el 25 de febrero de 1957 con la creación del Ministerio de Vivienda. Esta dirección general de Vivienda asumió las competencias que correspondían al director del Instituto Nacional de la Vivienda y se convirtió en el órgano rector de este.
En 1978, se fusionaron por primera vez las direcciones generales de Arquitectura y de Vivienda y la Dirección General de Urbanismo se refundió con la de Acción Territorial para fundar la «Dirección General de Acción Territorial y Urbanismo». En 1985 las tres direcciones cambian completamente al asumir las competencias sobre edificación la dirección general de Arquitectura dando lugar a la Dirección General de Arquitectura y Edificación, quedando independientemente la Dirección General de la Vivienda y repartiendose las competencias sobre urbanismo entre la Subsecretaría y el Instituto del Territorio y Urbanismo. Este hecho sería revertido en 1987, cuando se vuelven a unificar las dos direcciones generales.
No volverá a existir un órgano exclusivo para la política de vivienda hasta el año 2020. Entre tanto, el ramo de vivienda formó parte tanto de la Dirección General de Arquitectura y Vivienda como de la Dirección General de Arquitectura, Vivienda y Suelo, con la excepción del periodo entre 2018 y 2020, cuando las competencias en vivienda pasaron a ser ejercidas directamente por la Secretaría General de Vivienda.
En 2020, el Ministerio de Transportes, Movilidad y Agenda Urbana se reorganiza mediante la Dirección General de Agenda Urbana y Arquitectura, que agrupa las competencias urbanísticas y de arquitectura, y la Dirección General de Vivienda y Suelo, con estas competencias. En esta nueva etapa, mantuvo la Subdirección General de Suelo, Información y Evaluación que tenía la anterior dirección general unificada y perdió la Subdirección General de Coordinación y Gestión Administrativa que se adscribió directamente a la Secretaría General, mientras que asumió la Subdirección General de Política y Ayudas a la Vivienda de la Secretaría General.

## Estructura y funciones
De la Dirección General dependen los órganos siguientes que ejercen el resto de competencias de la dirección:
- La Subdirección General de Política y Ayudas a la Vivienda, a la que corresponde elaborar y proponer a los órganos superiores la normativa general sobre vivienda, rehabilitación, regeneración y renovación urbana, así como la política estatal de ayudas y subvenciones para estos fines.
- La Subdirección General de Suelo, Información y Evaluación, a la que corresponde asistir a la Secretaría General en todo lo referente al uso, cesión o enajenación de suelo en entornos urbanos, así como el desarrollo de la Agenda Urbana Española y su alineación con la Agenda 2030, y la prestación del asesoramiento necesario en estos ámbitos. En todo lo que implique urbanismo, se coordina con la Subdirección General de Políticas Urbanas de la Dirección General de Agenda Urbana y Arquitectura.

## Directores generales
El director general de Vivienda y Suelo es el heredero directo del director general del Instituto Nacional de la Vivienda. Desde 1957, estos han sido los directores generales de Vivienda y del Instituto Nacional de Vivienda (hasta 1981):
1. Luis Valero Bermejo (1954-1957)[11]
2. Vicente Mortes Alfonso (1957-1958)[12]
3. Miguel Ángel García Lomas y Mata (1958-1960)1960)[13]
4. Enrique Salgado Torres (1960-1969)[14]
5. Martín Eyries Valmaseda (1969-1973)[15]
6. Fernando Dancausa de Miguel (1973-1974)[16]
7. Manuel Delgado-Iribarren Negrao (1974-1975)
8. Ramón Andrada Pfeiffer (febrero-diciembre 1975)[17]
9. Alejandro Rebollo Álvarez-Amandi (1975-1977)[18]
10. Manuel Díaz y Díez de Ulzurrun (1977-1978)
11. José Luis González-Haba González (1985-1987)[19]
12. Francisco Javier Martín Ramiro (2020-presente)[20]

## Presupuesto
La Dirección General de Vivienda y Suelo tiene un presupuesto de 964 797 440 € para 2023. De acuerdo con la Ley de Presupuestos Generales del Estado para 2023, la DGVS gestiona dos programas:
| Nº Programa                               | Programa                                                                   | Dotación      | Ref.   |
| ----------------------------------------- | -------------------------------------------------------------------------- | ------------- | ------ |
| 261N                                      | Promoción, administración y ayudas para rehabilitación y acceso a vivienda | 959 526 750 € | [ 21 ] |
| 261P                                      | Ordenación y fomento de la edificación                                     | 5 270 690 €   | [ 22 ] |
| Total presupuesto de la Dirección General | Total presupuesto de la Dirección General                                  | 964 797 440 € |        |